# Richard Gürteler
Richard Gürteler (* 23. Juni 1936 in Glonn; † 22. Oktober 2000 ebenda) war ein deutscher Politiker der CSU.

## Leben
Nach dem Besuch der Volksschule erlernte Gürteler der Bäckerhandwerk und arbeitete im Anschluss als Geselle. Er bestand 1958 die Meisterprüfung und übernahm 1962 eine Bäckerei in Glonn, die zuvor von seinen Großeltern geführt wurde. Seit 1971 war er Obermeister der Bäckerinnung Ebersberg und Vorstandsmitglied der Handwerkskammer Oberbayern.
Gürteler trat 1962 in die CSU ein. Er war von 1963 bis 1967 Kreisvorsitzender der Jungen Union und von 1967 bis 1993 Kreisvorsitzender des CSU-Kreisverbandes Ebersberg. Ab 1966 war er Mitglied des Kreistages und des Kreisausschusses Ebersberg. Von 1972 bis 1984 war er Vorsitzender der CSU-Kreistagsfraktion. Von 1966 bis 1984 war er Mitglied des Marktgemeinderates in Glonn. Von 1967 bis 1993 war er außerdem Kreisvorsitzender der CSU. Zwischen 1971 und 1975 war er zweiter Bürgermeister des Marktes Glonn.
Als Abgeordneter gehörte er dem Bayerischen Landtag von 1974 bis 1994 an. Dabei war er von 1984 bis 1992 auch Landesvorsitzender der Arbeitsgemeinschaft Mittelstand (heute MIT) und ab 1993 Ehrenkreisvorsitzender des CSU-Kreisverbandes Ebersberg.
Gürteler war Träger des Bayerischen Verdienstordens.